# Džavid Gamzatov
Džavid Gamzatov (* 27. prosince 1989 Kiziljurt, Sovětský svaz) je ruský–dagestánský zápasník klasik lezginské národnosti, který celou svojí sportovní kariéru reprezentoval Bělorusko.

## Sportovní kariéra
V 12 letech začínal se zápasením ve volném stylu v Kiziljurtu v Dagestánu pod vedením Chajbuly Chajbulajeva. V 16 letech využil nabídky dagestánského trenéra Malika Eskendarova působícího v běloruském Mazyru a přesunul se do Běloruska. Z volnostylaře se postupně přeorientoval na klasika. V běloruské seniorské reprezentaci klasiků se poprvé objevil v roce 2011 ve střední váze do 84 kg jako sparingpartner Alima Selimova. V dubnu 2016 se z první světové olympijské kvalifikace kvalifikoval na olympijské hry v Riu a vybojoval bronzovou olympijskou medaili.

## Výsledky
| Turnaj             | 2012         | 2013         | 2014         | 2015         | 2016         |
| Turnaj             | 23           | 24           | 25           | 26           | 27           |
| Turnaj             | střední váha | střední váha | střední váha | střední váha | střední váha |
| ------------------ | ------------ | ------------ | ------------ | ------------ | ------------ |
| Olympijské hry     | —            |              |              |              | 3.           |
| Mistrovství světa  |              | 3.           | úč.          | úč.          |              |
| Evropské hry       |              |              |              | úč.          |              |
| Mistrovství Evropy | úč.          | úč.          | úč.          | úč.          | —            |